# The Night They Kame Home
The Night They Kame Home – ostatni studyjny album grupy House of Krazees.
Po opuszczeniu grupy przez Mr. Bones'a i Hektic'a, The R.O.C. zaproponował dołączenie do grupy młodemu raperowi Skrapz'owi który wcześniej był członkiem 2 Krazy Devils, sam The R.O.C. przyjął ksywę "Sol". Wspólnie, jako nowy skład HOK nagrali album "The Night They Kame Home", który oryginalnie miał nosić nazwę "Season of the Pumpkin 2", jednak nazwę zmieniono ze względu na fakt że nie byli w stanie skończyć płyty do 31 października 1998 roku (pierwsza część "Season of the Pumpkin" miała premierę 31 października cztery lata wcześniej). Po jej wydaniu, Sol i Skrapz odeszli z Latnem Intertainment zakładając nową grupę "Halfbreed", tym samym rozwiązując House of Krazees.

## Lista utworów
| #  | Tytuł                             |
| -- | --------------------------------- |
| 1  | "A Big Dark House"                |
| 2  | "The Night They Kame Home"        |
| 3  | "Fillin' Dead"                    |
| 4  | "Season Of The Pumpkin Revisited" |
| 5  | "Kome 'N' Get Me"                 |
| 6  | "Evakuation"                      |
| 7  | "Adrenaline"                      |
| 8  | "Deep Thoughtz"                   |
| ×9 | "Murder Murder Murder"            |

× Ukryty kawałek ze zwrotką The R.O.C.